# Новочеркасское казачье училище
Новочерка́сское каза́чье учи́лище — военно-учебное заведение Русской Императорской, Донской и Русской армии для подготовки офицеров в донские (а также астраханские) казачьи части.
Во время Гражданской войны училище стало первым прибежищем Добровольческой армии, в нём добровольцы получали обмундирование, снаряжение, оружие и были впервые организованы. В полном составе училище часто использовалось как действующая войсковая часть на фронте против красных.
Училищный праздник: 8 (21) ноября — день Святого Архистратига Михаила.

## История училища
В 1862—1865 годах в России прошла военная реформа, направленная на создание более эффективных структур и форм управления войсками. В 1864 году страна была разделена на 10 военных округов; в 1865 было образовано ещё 3 округа. С целью подготовки офицерских кадров для частей Русской Императорской армии в военных округах стали открываться окружные юнкерские училища.
Казачьи юнкерские училища были открыты в Оренбурге (1867), в Новочеркасске (1869), в Ставрополе (1870). В Оренбургском училище обучались казачьи юнкера Оренбургского, Уральского и Семиреченского казачьих войск, в Новочеркасском училище — казачьи юнкера Донского и Астраханского казачьих войск, в Ставропольском училище — казачьи юнкера Терского и Кубанского казачьих войск. Здание спального корпуса новочеркасского училища — памятник архитектуры регионального значения.
Хронология Новочеркасского казачьего училища
- 1869 — Создано Новочеркасское урядничье училище. В училище принимались после особого экзамена дворяне и вольноопределяющиеся из донских (114 вакансий) и астраханских (6 вакансий) казаков. Курс обучения составлял два года с летними полевыми занятиями.
- 1871 — Переименовано в Новочеркасское казачье юнкерское училище, учащиеся переименованы из урядников в юнкера. Юнкера выпускались из училища со званием подхорунжих и производились в первый офицерский чин хорунжего после шеста месяцев службы в полку.
- 1873 — Окончившим училище по первому разряду было предоставлено право производства в корнеты лейб-гвардии Атаманского полка без предварительного прикомандирования к этому полку.
- 1875 — В училище были переведены юнкера из упразднённых казачьих отделов при Виленском и Варшавском пехотных училищах. В связи с недостатком кандидатов из дворян и вольноопределяющихся к поступлению в училище были допущены все, имеющие права по образованию.
- 1879 — При училище открыт приготовительный класс.
- 1880 — 6 вакансий Астраханских казаков были переведены в Оренбургское казачье училище, Новочеркасское училище стало готовить офицеров только для Донского войска.
- 1885 — Приготовительный класс был упразднён.
- 1886 — В училище были переведены юнкера из упразднённого казачьего отдела при Елисаветградском кавалерийском училище.
- 1898 — В училище была построена и освящена домовая церковь Святого Архистратига Михаила.
- 1901 — Открыт подготовительный общий класс. Введён трёхгодичный курс обучения. Юнкера, окончившие курс по первому и второму разряду, выпускались хорунжими; выпущенным по первому разряду давался год старшинства.
- 1905 — Освящение 25 июня знамени училища, пожалованного высочайшим приказом от 27 января 1903 года.
- 1904 — Полное содержание юнкеров принято на войсковой счёт.
- 1905 — Штат увеличен до 180 юнкеров.
- 1908 — Училище изъято из ведения Войскового штаба и подчинено Главному Управлению военно-учебных заведений империи.
- 1910 — Переименовано в Новочеркасское казачье училище, с правами военных училищ.
- 1914 — В августе численность обучающихся была максимально увеличена. Юнкера проходили ускоренное обучение с от 4 до 8 месяцев и выпускались в чине прапорщика.
- 1915 — С февраля, к штату училища, на время войны, добавлена вторая сотня.
- 1915 — Высочайшим приказом от 30 июля, почетным шефом училища назначен Е. И. В. Наследник Цесаревич. На погоны всем чинам училища добавлен вензель цесаревича Алексея.
- 1915 — С 1 октября, к штату училища, на время войны, добавлена третья сотня юнкеров.
- 1917 — Отменно почетное шефство и ношение на погонах вензеля наследника цесаревича Алексея.
- Конец 1917 — Одна сотня юнкеров с небольшим отрядом добровольцев разоружила на Хотунке (под Новочеркасском) несколько тысяч вооружённых солдат запасных полков. Из чинов училища была составлена охрана Войскового атамана генерала от кавалерии А. М. Каледина.
- Конец 1917 — начало 1918 — Училище в полном составе участвовало в боях под Ростовом на участке Зверево — Гуково.
- В училище получали обмундирование, снаряжение и вооружение первые добровольцы Алексеевской военной организации.
- Февраль 1918 — Выступило в Степной поход под командованием генерал-майора П. Х. Попова.
- 17 мая 1918 — Возобновило учебную деятельность в Новочеркасске. Начальником назначен полковник А. И. Семенченков. Штат училища — 270 юнкеров. В составе училища учреждены конная и пластунская сотни, артиллерийский и инженерный взводы с годовым сроком обучения и с производством в чин хорунжего.
- 21 ноября 1919 — В связи с пятидесятилетним юбилеем переименовано в Атаманское военное училище. Присвоены знамя Ильи Пророка, марш Лейб-гвардии Атаманского полка и девиз «Долгу верен — врагу грозен».
- 25 декабря 1919 — Под натиском частей Красной армии оставило Новочеркасск и вместе с армией отступило к Новороссийску. Во время отступления в состав училища влились 70 рядовых Пулемётного полка и около ста человек из Студенческого полка.
- 24 марта 1920 — Эвакуировано в Крым.
- 26 марта 1920 — Объединено с Донским военным училищем в Донской юнкерский полк из двух конных, шести пластунских сотен и двух пулемётных команд под командованием генерал-майора А. М. Максимова.
- 26 июля 1920 — Юнкерский полк переименован в Атаманское военное училище, но до 2 августа участвовал в боях под Каховкой, за которые училище получило Георгиевские петлицы.
- Октябрь 1920 — Юнкера училища охраняли Севастополь.
- 1 ноября 1920 — Юнкера последними вступили на борт корабля «Лазарев», который отвалил от берега в 14 часов 41 минуту. Училище эвакуировано в Калоераки на остров Лемнос[2].
- 29 августа 1921 — Училище перевезено в Болгарию и расквартировано в городе Ямбол.
- 1922 — Присоединены старшие классы расформированного Донского Императора Александра III кадетского корпуса.

В эмиграции Донской атаман произвёл в офицеры три выпуска юнкеров: 9 марта 1921 года («Орлиный»), 12 июля 1922 года («Голубой») и 12 июля 1925 года («Железный»), общим числом около 200 хорунжих.
С 1925 года Атаманское военное училище фактически перестало существовать, а его кадры создали в Париже Объединение Атаманского военного училища.

## Образовательный процесс, производство
На 1914 год училище состояло из приготовительного или общего класса и двух специальных классов общим составом в 180—190 юнкеров, поделённых на учебные смены в 20-25 человек. В строевом отношении юнкера образовывали одну сотню со своим командиром, вахмистром и урядниками (портупей-юнкерами). Постоянные кадры училища числились по Императорской гвардии.
Училище содержалось за счёт донского войскового капитала, поэтому на учёбу принимались только донские казаки в возрасте от 17 до 27 лет.
Общий класс (подготовительный курс)
В общий класс поступали лица, закончившие 6 классов средней школы или успешно сдавшие соответствующий проверочный экзамен. Программа общего класса равнялась сокращенному курсу выпускных классов гимназии и включала первоначальное знакомство с военным строем и уставами.
Первый специальный класс (первый курс)
Через год юнкеров переводили в первый специальный класс, куда также без экзамена принимались лица с законченным средним образованием. В специальных классах преподавались военные науки и проходились практически строевые и полевые занятия. Знания оценивались по двенадцатибалльной системе. Наиболее успевающие получали звания вахмистров и портупей-юнкеров.
Второй специальный класс (второй курс)
Право на производство в первый офицерский чин приобретали юнкера, окончившие второй специальный класс и по среднему баллу зачисленные в два старших разряда: первый разряд — 9 баллов и выше, второй разряд — не меньше 8 баллов. Осенью выпускного года эти юнкера производились в чин хорунжего царским Приказом по армии и флоту.
Юнкера, не получившие в среднем даже 8 баллов, выпускались по третьему разряду и направлялись в полки с чином вольноопределяющихся-урядников. Они также производились в чин хорунжего, но только после шести месяцев беспорочной службы.

## Униформа юнкеров
Урядники Новочеркасского училища носили погоны с продольной нашивкой из жёлтого басона, с 1871 года басонная нашивка была заменена серебряной, как у юнкеров кавалерийских училищ.
До 1903 года юнкера носили форму Войска Донского. В 1904 году училищу была присвоена форма Донских казачьих конных полков, погоны алые, с шифровкой «Н. У.». В 1912 г. шифровка на погонах упразднена. Офицеры училища получили шитье военно-учебных заведений на воротник мундира.
Накануне Первой мировой войны юнкера училища носили алые погоны без выпушки, обшитые серебряным галуном. С 1915 года присвоен серебряный вензель наследника цесаревича Алексея Николаевича в виде буквы «А».

## Начальники училища
- 28.05.1869 - 24.03.1873 — полковник Миллер Александр Карлович.
- 24.03.1873 - 11.02.1885 — полковник Третьяков Николай Александрович.
- 11.02.1885 - 13.08.1889 — полковник Шуваев Дмитрий Савельевич.
- 13.08.1889 - 9.05.1903 — полковник Тюлин Михаил Степанович.
- 25.06.1903 - 26.08.1906 — полковник Каледин Алексей Максимович.
- 12.10.1906 - 26.05.1910 — полковник Гуславский Петр Лукич.
- 10.06.1910 - 05.01.1918 — полковник (с 14.04.1913 г. - генерал-майор) Попов Петр Харитонович.
- 04.05.1918 - 30.03.1920 — полковник (с 26.08.1918 генерал-майор) Семенченков Александр Ипполитович[11].
- 26.07.1920 - 22.02.1924 — генерал-майор Максимов Алексей Михайлович.
- 22.02.1924 - 17.10.1935 — генерал-майор Попов Владимир Петрович[8]
- 21.11.1935 - 12.10.1968 — генерал-майор Зубов Николай Григорьевич.

## Известные выпускники и преподаватели
- См. также: Выпускники Новочеркасского казачьего училища
- Бирюков, Иван Алексеевич — генерал-майор, атаман Астраханского казачьего войска.
- Бородин, Сысой Капитонович — генерал-майор Генштаба, начальник штаба 3-й Донской дивизии генерала Гусельщикова.
- Галаев, Пётр Андреевич — командир одного из первых партизанских отрядов на Кубани. Командовал силами повстанцев в бою под Энемом в 1918 году.
- Губарёв, Георгий Витальевич — историк, писатель, поэт.
- Гусельщиков, Адриан Константинович — генерал-лейтенант, командир 3-й Донской казачьей дивизии Русской армии Врангеля.
- Епихов, Николай Николаевич — генерал-майор, георгиевский кавалер
- Коновалов, Пётр Ильич — генерал-лейтенант Генштаба, командир 2-го Донского корпуса ВСЮР.
- Коноводов, Иван Никитич — генерал-майор, начальник 8-й Донской казачьей дивизии Русской армии.
- Кравцов, Пётр Гаврилович — генерал-майор Донской армии.
- Ляхов, Дмитрий Тимофеевич — генерал-майор. Атаман Астраханского казачьего войска.
- Маргушин, Фёдор Павлович — русский офицер, конструктор одной из первых армейских полевых кухонь принятых для использования в  Императорской русской армии.
- Миронов, Филипп Кузьмич — советский военачальник, участник Гражданской войны.
- Писарев, Пётр Константинович — генерал-лейтенант, герой Первой мировой войны, участник Белого движения.
- Попов, Пётр Харитонович — Донской атаман, Генерального штаба генерал от кавалерии.
- Родионов, Иван Александрович — литератор, публицист.
- Токарев, Фёдор Васильевич — советский оружейник.
- Туроверов, Николай Николаевич — поэт.
- Ханжонков, Александр Алексеевич — один из пионеров русского кинематографа.
- Харламов, Пётр Григорьевич — генерал-майор, командир отдельного Десантного отряда в составе кубанского десанта генерала Улагая.
- Чернецов, Василий Михайлович — полковник, командир одного из первых партизанских отрядов на Дону.
- Шапкин, Тимофей Тимофеевич — советский военачальник, командующий 4-м кавалерийским корпусом в Великую Отечественную войну.